# Турат
Тура́т (рос. Турат) — селище у складі Яйського округу Кемеровської області, Росія.

## Населення
Населення — 403 особи (2010; 473 у 2002).
Національний склад (станом на 2002 рік):
- росіяни — 87 %